# Kasteel van Chassy (Montreuillon)
Het kasteel van Chassy (Frans: Château de Chassy) is een kasteel in de Franse gemeente Montreuillon in de Morvan. Het kasteel is een beschermd historisch monument sinds 1975.

## Geschiedenis
In de dertiende eeuw werd hier een versterkte woning gebouwd die de toegang tot Château-Chinon via de vallei van de Yonne beheerste. De baronnen van Chassy waren leenmannen van de hertog van Nevers. In de vijftiende eeuw werd het kasteel verwoest op bevel van Karel de Stoute uit wraak omdat de baron van Chassy hem niet had gesteund in zijn strijd tegen koning Lodewijk XI van Frankrijk. Rond 1630 liet Jacques I de Choiseul als baron van Chassy een nieuw kasteel bouwen. In de negentiende eeuw behoorde het kasteel toe aan de familie Talleyrand-Perigord.
In 1953 vestigde de kunstschilder Balthus zich in het kasteel voor een periode van acht jaar. Hij maakte er zo'n zeventig schilderijen zoals landschappen, stillevens, naakten en portretten, waaronder Le Rêve I (1955), Les Trois soeurs (1955) en La Sortie du bain (1957).

## Beschrijving
Van het middeleeuwse kasteel resten enkel de droge slotgracht en enkele hergebruikte bouwelementen. Het kasteel bestaat uit een langgerekt woongedeelte van twee verdiepingen en een zolderverdieping onder dak. Het is op elke hoek geflankeerd door een toren. Achter het hoofdgebouw staan verschillende bijgebouwen rond een vierkanten binnenplaats. Bij het kasteel hoort ook de  Saint-Bernardkapel.